# 도지마촌 (니가타현)
도지마촌(稲島村)은 니가타현 니시칸바라군에 설치되었던 촌이다.